# Saxifraga bourgaeana
Saxifraga bourgaeana är en stenbräckeväxtart som beskrevs av Pierre Edmond Boissier och Reut.. Saxifraga bourgaeana ingår i Bräckesläktet som ingår i familjen stenbräckeväxter. Inga underarter finns listade i Catalogue of Life.